# Nordjyske Jernbaner
Nordjyske Jernbaner, NJ (Północnojutlandzkie Koleje Żelazne) – duńska spółka oferująca lokalne połączenia kolejowe w regionie Vendsyssel.

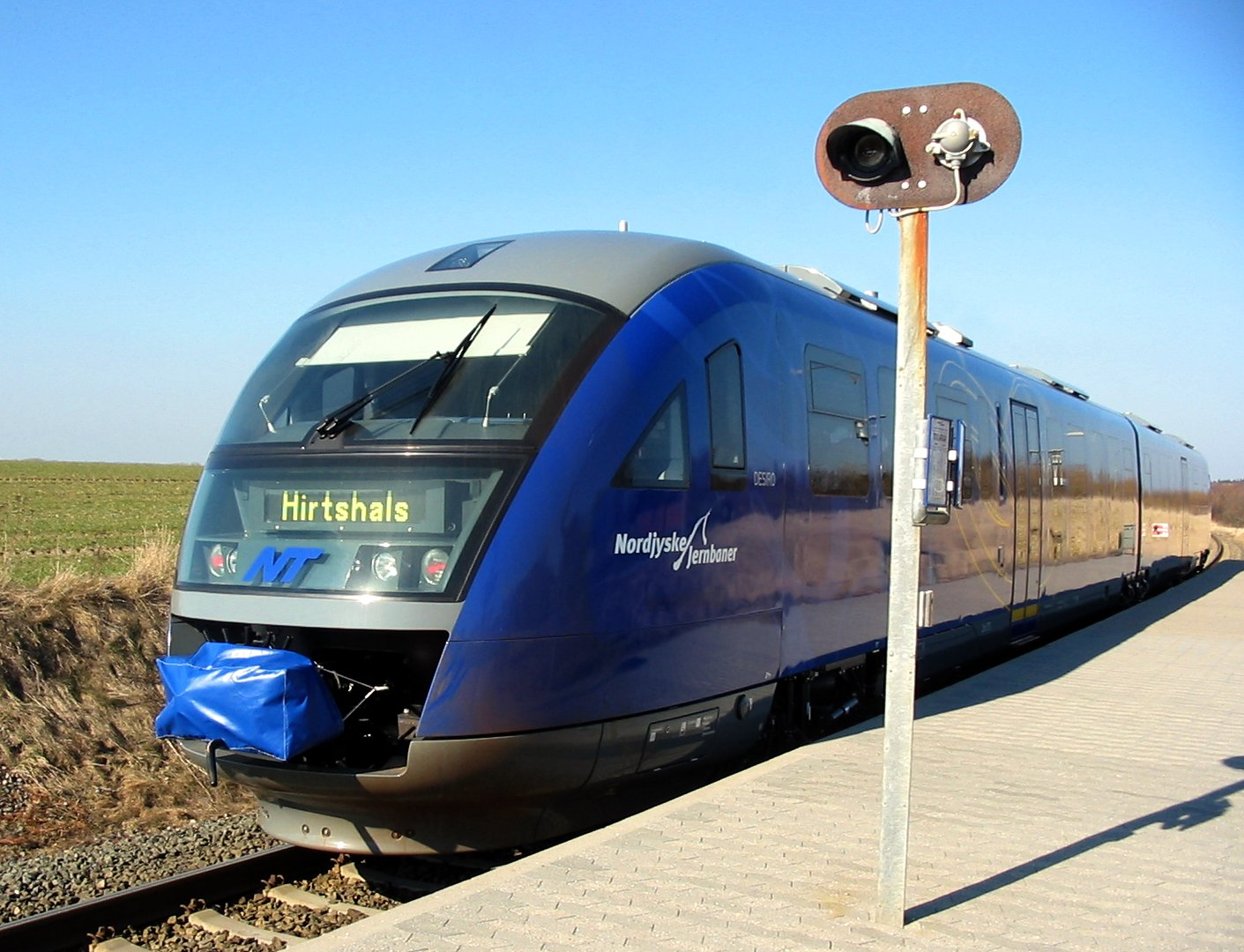
Kolejka NJ na trasie Hjørring – Hirtshals, przystanek Herregårdsparken; wagony firmy Siemens AG, model Desiro

Spółka powstała w roku 2001 jako połączenie firm Hjørring Privatbaner A/S (HP, linia: Hjørring – Hirtshals) i Skagensbanen A/S (SB, linia: Frederikshavn – Skagen). NJ przejęła obsługę obu linii, oprócz tego oferuje przewozy towarowe na trasie Aalborg – Hjørring – Frederikshavn.
Charakterystyka linii:
- Frederikshavn – Skagen
  - otwarcie: 25 czerwca 1890
  - długość: 39,7 km
  - rozstaw szyn:
    - 1890–1924: 1000 mm
    - od 6 czerwca 1924: 1435 mm
- Hjørring – Hirtshals
  - otwarcie: 19 grudnia 1925
  - długość: 16,5 km
  - rozstaw szyn: 1435 mm